# Ящицы
Ящицы (бел. Яшчыцы) — деревня в Доброгощанском сельсовете Жлобинского района Гомельской области Белоруссии.

## География

### Расположение
В 34 км на юго-запад от Жлобина, 3 км от одноимённой железнодорожной станции (на линии Жлобин — Калинковичи), 75 км от Гомеля.

## Гидрография
На востоке и севере мелиоративные каналы.

## Транспортная сеть
Рядом автодорога Доброгоща — Жлобин. Планировка состоит из чуть изогнутой почти меридиональной улицы, пересекаемой короткой криволинейной улицей. Застройка деревянная, неплотная, усадебного типа.

## История
Первое упоминание датируется 1567 годом как село Ящичи (белоруское - Яшчычы) Бобруйского маёнтка Речицкого повета Минского воеводства Великого княжества Литовского (до реформы административного деления в ВКЛ в 1566 году - Бобруйской волости Минского воеводства Великого княжества Литовского). Являлось государственной собственностью ( великокняжеское, хозяйственное или королевское владение).
После 2-го раздела Речи Посполитой (1793 год) в составе Российской империи. Согласно ревизии 1858 года владение князя Л. М. Голицына. С 1880 года действовал хлебозапасный магазин. В 1909 году 1208 десятин земли, в Стрешинской волости Рогачёвского уезда Могилёвской губернии. С 1907 года действовало народное училище (45 учеников), для которого в 1911 году построено собственное здание.
В 1929 году организован колхоз «Островок», работали ветряная мельница и кузница. Во время Великой Отечественной войны в августе 1941 года оккупанты полностью сожгли деревню и убили 33 жителя. С 1942 года действовала патриотичная подпольная группа (руководитель Т. Ф. Батьков). 36 жителей погибли на фронте. Согласно переписи 1959 года в составе совхоза «Мормаль» (центр — деревня Доброгоща).

## Население

### Численность
- 2004 год — 49 хозяйств, 73 жителя.

### Динамика
- 1858 год — 15 дворов, 126 жителей.
- 1897 год — 46 дворов 358 жителей (согласно переписи).
- 1909 год — 53 двора, 401 житель.
- 1925 год — 101 двор.
- 1940 год — 85 дворов, 370 жителей.
- 1959 год — 348 жителей (согласно переписи).
- 2004 год — 49 хозяйств, 73 жителя.

## Известные уроженцы
- И. А. Крышнёв — командир партизанского отряда «Смерть фашизма» действовавшего на территории Жлобинского и Стрешинского районов Гомельской области во время Великой Отечественной войны. Его имя носит одна из улиц Жлобина.